# しごと情報アイデム
しごと情報アイデムとは、株式会社アイデムが企画・発行する新聞折込求人紙。毎週日曜日の朝刊に折り込まれている。
関東・東海・近畿・九州圏に約250エリア、週間約3000万部を発行。折込求人紙では国内最大の媒体である。
地域に密着した求人媒体として、幅広い企業と幅広い読者層に支持されている。
山陽圏では設置型フリーペーパー求人誌も『しごと情報アイデム』の名前を使用していたが、2007年8月から関東圏と同じ『ジョブアイデム』に改題した。